# Neotoma macrotis
Neotoma macrotis — нічний гризун з роду Neotoma родини Cricetidae. Тісно пов'язаний із видом Neotoma fuscipes і раніше входив до нього, він є ендемічним для західної частини Північної Америки та зустрічається на захід і південь від долини Салінас від узбережжя Каліфорнії на південь від затоки Монтерей до північної Нижньої Каліфорнії, а також у Сьєрра-Неваді, простягаючись на північ до річки Саут-Форк Американ.
Neotoma macrotis має світло-темно-коричневий колір, часто зі світлішим низом. Він має характерні великі рухливі вуха, великі очі та довгий хвіст, укритий хутром. Це в основному деревна травоїдна тварина і функціонує як важливий ключовий вид в дубових та інших лісових екосистемах.

## Морфологічна характеристика
З довжиною голови та тулуба від 177 до 254 мм, довжиною хвоста від 158 до 214 мм і вагою від 184 до 358 г цей вид є великим представником свого роду. Має задні лапи довжиною від 32 до 47 мм і вуха від 31 до 34 мм. Колір хутра зверху коливається від темно-сірого до коричневого, тоді як низ укритий білим хутром. Хвіст має лише кілька непомітних волосків, а його низ трохи світліший за верх. Лапи коричневі навколо щиколоток і білі біля плеснових кісток.

## Дієта
Neotoma macrotis — переважно травоїдний вид, який споживає різноманітні рослини протягом усього життя. Однак, на відміну від більшості травоїдних ссавців (які, як правило, є загальними дієтологами), N. macrotis спеціалізувалися на тому, щоб надавати перевагу споживанню листя рослин, які є дуже волокнистими та містять велику кількість дубильних речовин та інших поліфенолів, таких як дуб. Ця незвичайна спеціалізація дозволяє їм заробляти на джерелах їжі, які водночас є багатими та не мають великої конкуренції. N. macrotis мають у раціоні понад 85 % дубового листя і ця спеціалізація відрізняє його від інших видів роду Neotoma, які віддають перевагу більш змішаному харчуванню різноманітними видами рослин.

## Спосіб життя

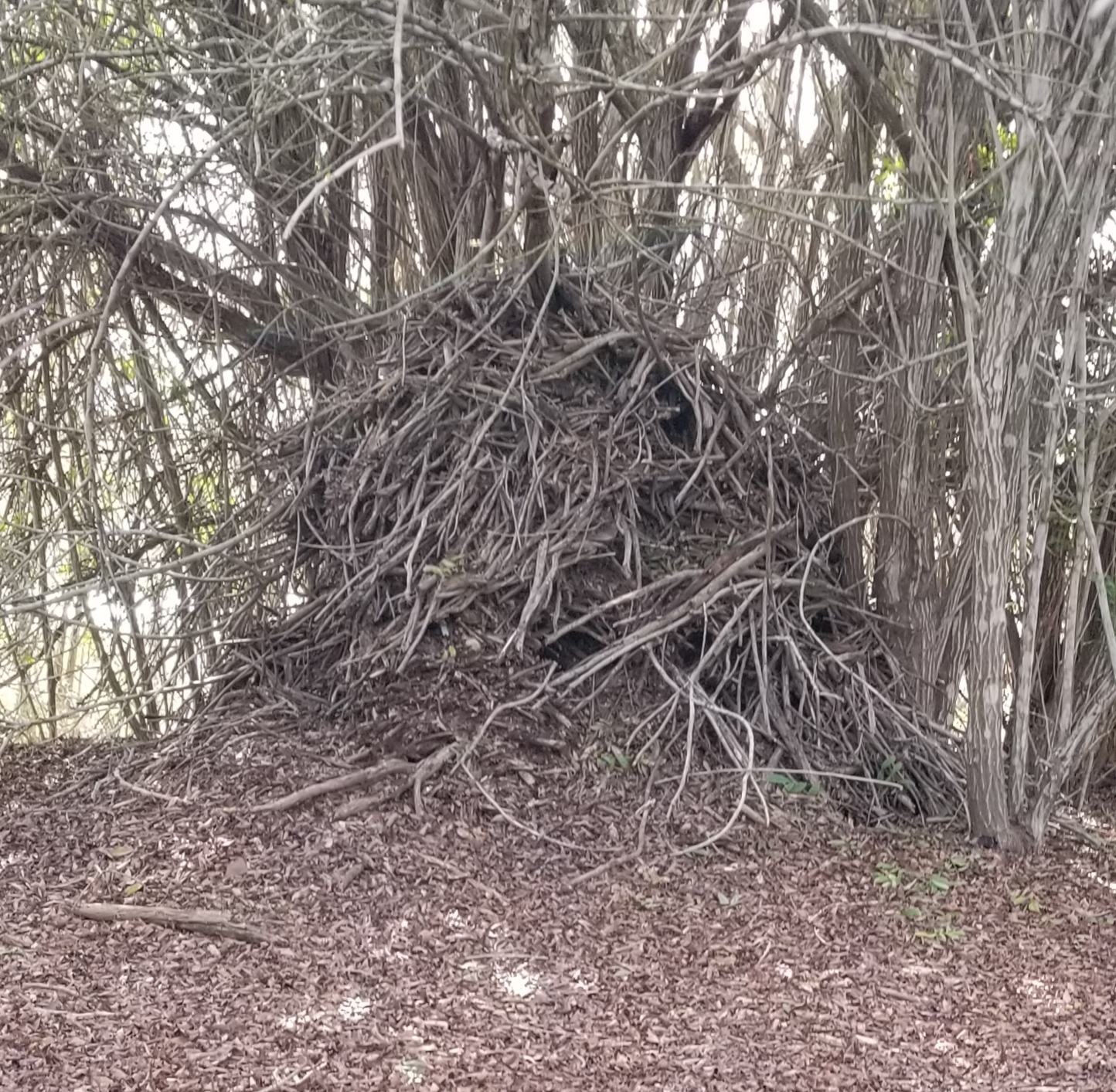
Гніздо

Як і інші Neotoma, N. macrotis будує більші гнізда з гілок, кори, листя та різних інших предметів, які він знаходить під час своїх набігів. Споруда зазвичай має один метр у діаметрі та один метр у висоту. Проте також були задокументовані гнізда шириною та висотою до чотирьох метрів. Всередині кілька житлових кімнат і комори. У гнізді зазвичай живе особина або самка та її потомство.
N. macrotis шукає їжу вночі. Однак у дуже яскраві або дощові ночі він часто залишається у своїй норі. Дієта складається з різних частин рослин, таких як листя, квіти, трава та ягоди. Навесні перевагу віддають підземним частинам грибів. Вид може задовольнити свої потреби в рідині за допомогою їжі. Якщо є відкрита водойма, любить пити.
Самиці зазвичай мають виводок із грудня по вересень. Більшість молодих тварин народжується навесні. За один виводок народжується до чотирьох нащадків.